# カランダイ

ミナスジェライス州におけるカランダイの位置

カランダイ（Carandaí）はブラジルのミナスジェライス州にある基礎自治体。2020年時点の人口は25,669人で、面積は487km²。カンポ・ダス・ヴェルテンテス中地域、バルバセーナ小地域に属する。
カランダイはバルバセーナの北35kmに位置し、重要なBR-040国道上にある。主要産業はサービス業、畜産、酪農、農業（花卉・果物・野菜・トウモロコシ・コーヒー・イモ・豆）である。

## 公共機関
いずれも2005年時点での数値。
- 金融機関：3
- 医療機関：
  - クリニック：12
  - 大規模病院：1（ベッド数51）
- 教育機関
  - 初等教育学校：23
  - 中等教育学校：3
  - 高等教育機関（私立）：2

## 自治体の人間開発指数
- 人間開発指数：0.760
- 州内順位：209位（853自治体中）
- 国内順位：1,588位（5,138自治体中）
- 平均余命: 72（2000年）
- 識字率：90（2000年）[2]